# Oligositoides latipennis
Oligositoides latipennis är en stekelart som beskrevs av Yousuf och Shafee 1988. Oligositoides latipennis ingår i släktet Oligositoides och familjen hårstrimsteklar. Inga underarter finns listade i Catalogue of Life.